# Cardobairdia asymmetrica
Cardobairdia asymmetrica is een mosselkreeftjessoort uit de familie van de Sigilliidae. De wetenschappelijke naam van de soort is voor het eerst geldig gepubliceerd in 1946 door Bold.